# 濟爾卡 (戈爾諾斯塔伊夫卡區)
46°45′58″N 33°53′50″E / 46.76611°N 33.89722°E
濟爾卡（烏克蘭語：Зірка）是位於烏克蘭南部的村莊，由赫爾松州卡霍夫卡區的康斯坦丁尼夫卡市鎮負責管轄。該村始建於1920年，面積30.2平方公里，海拔高度48米，2001年人口239，人口密度每平方公里7.9人。